# Сегундо Дюрандаль
Сегундо Дюрандаль (ісп. Segundo Durandal, 17 березня 1912 — 12 січня 1976) — болівійський футболіст, що грав на позиції захисника, зокрема, за клуб «Депортіво Сан-Хосе», а також національну збірну Болівії.

## Клубна кар'єра
Виступав за команду «Депортіво Сан-Хосе». 
Помер 12 січня 1976 року на 64-му році життя.

## Виступи за збірну
У складі збірної був учасником чемпіонату світу 1930 року в Уругваї, зігравши в обох матчах - проти Югославії (0:4) і Бразилії (0:4).